# Lago de Idro
O Lago de Idro (em italiano: Lago d'Idro) é um lago localizado no norte da Itália entre as regiões da Lombardia (província de Bérgamo) e Trentino-Alto Ádige (província de Trento). Estende-se por uma área de cerca de 10.9 km² e sua altitude é de cerca de 368 metros sobre o nível do mar. A profundidade máxima do lago é 122 metros.